# Centro Europeo para Aplicaciones Espaciales y Telecomunicaciones
El Centro Europeo para Aplicaciones Espaciales y Telecomunicaciones o ECSAT es un centro de investigación perteneciente a la Agencia Espacial Europea (ESA) y situado en el Harwell Science, Innovation and Business Campus en Oxfordshire, Reino Unido.
Fue creado en 2009 y desarrollado por la ESA siguiendo lo acordado entre la agencia y el Reino Unido en 2012. Se espera que cerca de 100 empleados de la ESA trabajen en Harwell en 2015. Apoyarán actividades que relacionen el espacio con las telecomunicaciones, las aplicaciones integradas, el cambio climático, la tecnología y la ciencia. En el campus se construirá un nuevo edificio exclusivo para la ESA, el cual incorporará conceptos avanzados sobre la sostenibilidad y el uso de fuentes de energía naturales.
El desarrollo de ECSAT está en línea con los crecientes esfuerzos del Reino Unido en el sector espacial, incluida la reciente creación de la Agencia Espacial del Reino Unido (2010) y el importante aumento de la contribución económica de dicho país a la ESA. Al mismo tiempo, la ESA se beneficia de una relación más estrecha con el sector espacial del Reino Unido y corrige una anomalía histórica según la cual el Reino Unido, siendo uno de los mayores contribuyentes de la ESA, no albergaba ningún centro principal de la agencia.
También hay otro centro de la ESA en el campus, el ESA Business Incubation Centre (BIC) Harwell, que tiene por objeto asistir en el desarrollo de ideas de transferencia de tecnología ayudando a transformarlas en proyectos reales y negocios viables.